# 水稻矮化病毒属
水稻矮化病毒属（学名：Waikavirus），也称矮化病毒属，是伴生豇豆花叶病毒科下的一个属。

## 下属物种
本属包括以下物种：
- 峨參黃化病毒 Anthriscus yellows virus
- 风铃草叶脉萎黄病毒 Bellflower vein chlorosis virus
- 玉米褪綠矮縮病毒 Maize chlorotic dwarf virus
- 水稻東格魯球狀病毒 Rice tungro spherical virus 
  - 水稻東格魯球狀病毒-Vt6株 Rice tungro spherical virus-Vt6